# Sivčina
Sivčina (cyr. Сивчина) – wieś w Serbii, w okręgu morawickim, w gminie Ivanjica. W 2011 roku liczyła 194 mieszkańców.